# Lacerno
Il torrente Lacerno ha origine alla confluenza tra il vasto altopiano di "Campo di grano" dominato dal Monte Cornacchia e la "Val S. Pietro". Scorre in questo canalone, piuttosto aspro, nei comuni di Pescosolido e Campoli Appennino fino a Sora, dove si versa nel fiume Liri.